# Czibulás Péter
Czibulás Péter (Budapest, 1940. január 20. – Szolnok, 2003. szeptember 29.) magyar színművész. 

## Életpályája
Pályáját 1961-ben kezdte az egri Gárdonyi Géza Színházban. 1964–1967 között a Vígszínház, 1967–1981 között a szolnoki Szigligeti Színház tagja volt. Egy évadot játszott a Népszínházban, majd négyet a Nemzeti Színházban. 1986–2002 között ismét a szolnoki Szigligeti Színház színésze volt. 2003-ban hunyt el.
Emlékére 2005-ben Varga Gábor szobrászművész egy a színész arcmásával ellátott artézi kutat készített, amely a Szigligeti Színház falában található.

## Fontosabb színházi szerepei
- Mátyás (Heltai Jenő: A néma levente)
- Kajafás (Kerényi Imre–Balogh E.: Csíksomlyói passió)
- Agrippa (Székely János: Caligula helytartója)
- Lodovico gróf (Lope de Vega: A kertész kutyája)

## Filmes és televíziós szerepei
- Família Kft. (1993-1998)
- Kisváros (1995-1997)
- Linda (1989)
- Doktor Minorka Vidor nagy napja (1987)
- Képvadászok (1985)
- Világítóhajó (1985)
- Napló gyermekeimnek (1984)
- Özvegy és leánya (1983)
- Gyertek el a névnapomra! (1983)
- Viaszfigurák (1983)
- Liszt Ferenc (1982)
- Hatásvadászok (1982)
- Kabala (1982)
- A transzport (1981)
- Kiválasztottak (1981)
- Októberi vasárnap (1979)
- Illetlenek (1977)

## Díjai és kitüntetései
- Bodex-gyűrű (1995)[8]
- Jász-Nagykun-Szolnok Megyei Művészeti Díj (2002)[9]
- Szolnok Város Kulturális Díja (2003)[9]